# Промислова гідротранспортна система
Промислова (технологічна) гідротранспортна система (ПГТС) (рос. промышленная (технологическая) гидротранспортная система, англ. commercial (process) hydrotransport system; нім. industrielles (technologi-sches) hydraulisches Fördersystem n) – гідротранспортна система, режим роботи та основні параметри якої визначаються технологічними особливостями основного гідромеханізованого підприємства. ПГТС часто є невід‘ємною частиною технологічного ланцюга основного гідромеханізованого підприємства (наприклад, збагачувальної фабрики, гірничозбагачувального або гірничо-металургійного комбінату). 

## Гідротранспортні системи збагачувальних фабрик та гірничо-збагачувальних комбінатів
Воду на вуглезбагачувальних фабриках з технологією мокрого збагачення використовують не лише як робоче середовище, а також як транспортний засіб для видалення відходів збагачення, що зумовило необхідність створення розвинених, як правило, замкнених водно-шламових схем із значними об'ємами
циркулюючих зворотних вод (3-4 м3 на 1 т вугілля).
Скидання шламової води у шламову каналізацію може здійснюватися лише у випадках аварій, ремонтних робіт або при збільшенні концентрації зважених речовин у воді зворотного циклу вище допустимих технологічних вимог. З кожним циклом циркуляції зворотна технологічна вода змінює свою густину
та в'язкість внаслідок засмічення вугільним шламом, що не тільки погіршує умови транспортування, але й негативно впливає на глибину та якість збагачення.
Перекачування відходів до мулонакопичувачів, а також повернення проясненої води на фабрику здійснюють за допомогою промислових гідротранспортних систем, обладнаних потужними насосними станціями (з 100 – 200 %-ним резервом) та двома або трьома (одна робоча та одна чи дві резервних) лініями трубопроводів. На випадок замулювання труб передбачають систему промивки їх водою через ревізії, обладнані через 25-50 м по всій довжині трубопроводу.